# Gnidia scabra
Gnidia scabra är en tibastväxtart som beskrevs av Carl Peter Thunberg. Gnidia scabra ingår i släktet Gnidia och familjen tibastväxter. Inga underarter finns listade i Catalogue of Life.